# ガウリーガ
ガウリーガ (Gauliga)とは、国民社会主義ドイツ労働者党政権時代のドイツ国大管区で開催されていた最上位サッカーリーグである。1940年以降、敵性言語排除の目的から「シュポルトベライヒスクラッセ」 (Sportbereichsklasse) に改名された。ドイツサッカー史上初めて、名称・大会形式等が統一された最上位リーグであり、既存の様々な地方大会はガウリーガに取って代わられ、地方サッカー協会と共に廃止された。下部リーグはフースバル・ベツィルクスクラッセ (1933-1945)。

## 歴史
ガウ (ドイツ語)は、サッカーリーグの開催地域を示す名称としては、特に中部ドイツ球技協会の統括地域において、数多く使用された。ナチス政権発足後、大管区に「シュポルトガウ」が設けられ、その最上位サッカーリーグ・ハンドボールリーグが「ガウリーガ」と名付けられた。 1939-1940シーズンの途中から、ガウリーガ・ノルトマルクを皮切りに「シュポルトベライヒスクラッセ」 (スポーツ地域階級) という名称に置き換えられ、翌シーズンには正式名称となった。その背景事情として、1938年に国民社会主義体育連盟がNSDAP直属組織となった事実があり、それ以降はナチ党の大管区とスポーツ地域は、必ずしも一致させる必要は無くなった。
ヴァイマル共和制時代末期の1931-1932シーズン、ドイツには55もの地域最上位リーグ戦が存在し、ベツィルクスリーガ、ガウリーガなどと名乗っていた。1932年1月、ドイツサッカー協会会長フェリックス・リンネマンは、国内最高レベルのクラブだけを集め、ドイチャーマイスターの王座を争う全国リーグ、「ライヒスリーガ」創設構想を発表した。1932年10月16日のDFB総会で、全国リーグの骨子となる計画が提示され、基本的合意が得られた。そして1933年初頭には具体的なリーグ規約も制定される、というところまで話が進んでいたのだが、しかしNSDAPの政権掌握により、それ以上は進展しなかった。
1933-1934シーズンは、全国一律の大会形式で行われる最上位サッカーリーグ、ガウリーガが発足し、そしてドイチェ・マイスターシャフト (DM) も1933-1934年度大会以降、大きく様変わりした)。

## リーグ構成
各ガウリーガを制した優勝クラブ「ガウリーガマイスター」だけが、DM本大会出場権を獲得できる)。ガウリーガは、ドイツ帝国・ヴァイマル共和制時代の地方大会よりも単純かつコンパクトで、より早くすべての出場クラブを決定できた。そのぶんDM本大会の規模が大きくなり、ホーム・アンド・アウェー方式・4組編成のグループステージを導入して、試合数を増やすことが可能となった。そこから先はグループ1位同士による中立地一試合制トーナメントだが、さらに1936年からは三位決定戦も追加されている。しかし第二次世界大戦後期には、ガウの飽和と経済的理由から完全ノックアウト方式となった。
以下は発足時のガウリーガである。カッコ内の数字は大管区内のサッカークラブの数 (1933年/1937年)。

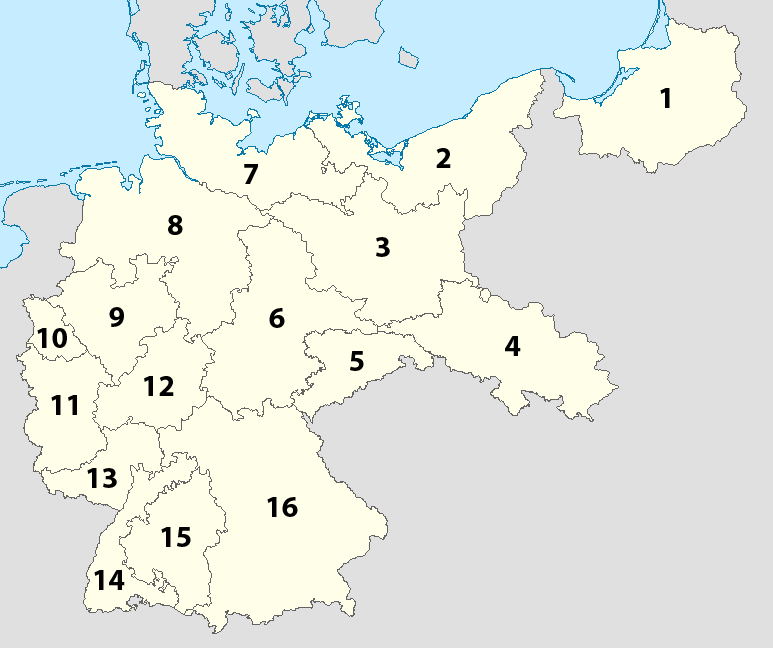
1933年の大管区とガウリーガ

1. ガウリーガ・オストプロイセン（ドイツ語版） (200/250), 2グループ編成
2. ガウリーガ・ポンメルン（ドイツ語版） (400/426), 2グループ編成
3. ガウリーガ・ベルリン＝ブランデンブルク（ドイツ語版） (700/699)
4. ガウリーガ・シュレージエン（ドイツ語版） (450/464)
5. ガウリーガ・ザクセン（ドイツ語版） (700/602)
6. ガウリーガ・ミッテ（ドイツ語版） (950/985)
7. ガウリーガ・ノルトマルク（ドイツ語版） (350/372)
8. ガウリーガ・ニーダーザクセン（ドイツ語版） (750/829)
9. ガウリーガ・ヴェストファーレン（ドイツ語版） (850/884)
10. ガウリーガ・ニーダーライン（ドイツ語版） (850/851)
11. ガウリーガ・ミッテルライン（ドイツ語版） (600/646)
12. ガウリーガ・ヘッセン（ドイツ語版） (600/610)
13. ガウリーガ・ズュートヴェスト（ドイツ語版） (750/766)
14. ガウリーガ・バーデン（ドイツ語版） (550/562)
15. ガウリーガ・ヴュルテンベルク（ドイツ語版） (600/543)
16. ガウリーガ・バイエルン（ドイツ語版） (950/1025)

1938年にドイツが併合したオーストリアとズデーテンラントも大管区となり、ガウリーガが設置された。
- 17. ガウリーガ・オストマルク（ドイツ語版）
- 18. ガウリーガ・ズデーテンラント（ドイツ語版）

第二次世界大戦でドイツが占領・併合した地域にも、それぞれガウリーガが作られた。
- 14. ガウリーガ・エルザス（ドイツ語版）
- 19. ガウリーガ・ダンツィヒ＝ヴェストプロイセン（ドイツ語版）
- ガウリーガ・ヴァルテラント（ドイツ語版）
- ガウリーガ・ゲネラルガヴァメント（ドイツ語版） (ポーランド総督府)
- ガウリーガ・ベーメン＝メーレン（ドイツ語版）

戦争の長期化に伴って長距離の遠征は難しくなっていった。燃料は配給制となり、鉄道が将兵・強制収容所の囚人輸送に優先的に使われていた、などの理由からである。アウェーチームの移動距離を減らすため、大きなガウが細かく分割されていった。
- シュレージエン→ ガウリーガ・ニーダーシュレージエン（ドイツ語版） (21.)、 ガウリーガ・オーバーシュレージエン（ドイツ語版） (23.)
- ノルトマルク→ ガウリーガ・ハンブルク（ドイツ語版）、 ガウリーガ・シュレースヴィヒ＝ホルシュタイン（ドイツ語版）、 ガウリーガ・メクレンブルク（ドイツ語版）
- ニーダーザクセン→ ガウリーガ・ヴェーザー＝エムス（ドイツ語版）、 ガウリーガ・ズュートハノーファー＝ブランシュヴァイク（ドイツ語版）、 ガウリーガ・オストハノーファー（ドイツ語版）
- ミッテルライン→ ガウリーガ・ケルン＝アーヘン（ドイツ語版）、 ガウリーガ・モーゼルラント（ドイツ語版） (占領中のルクセンブルクを含む)
- ヘッセンとズュートヴェスト→ ガウリーガ・クーアヘッセン（ドイツ語版）、 ガウリーガ・ヘッセン＝ナッサウ（ドイツ語版）、 ガウリーガ・ヴェストマルク（ドイツ語版） (ロートリンゲン民政地区首府（ドイツ語版）)
- バイエルン→ ガウリーガ・ノルトバイエルン（ドイツ語版）、 ガウリーガ・ズュートバイエルン（ドイツ語版）

このほかにも細分化されたガウが多くあったが、それらのガウリーガではDM本大会の自動出場枠がなく、ガウ同士でのプレーオフが義務付けられた。1942年にはDM出場枠が31にまで増加し、上記のごとく戦時下の経済的困難もあって、グループステージを廃止してトーナメント方式に戻さざるを得なかった。その組み合わせは抽選でなく、ホームタウンが近い者同士が組まされた。

## ガウリーガ時代のDM決勝
| シーズン | 優勝                 | 準優勝                         | 結果              | 決勝開催日                 | 開催地   | スタジアム                             |
| -------- | -------------------- | ------------------------------ | ----------------- | -------------------------- | -------- | -------------------------------------- |
| 1934     | FCシャルケ04         | 1.FCニュルンベルク             | 2:1               | 1934年6月24日              | ベルリン | ポストシュタディオン                   |
| 1935     | FCシャルケ04         | VfBシュトゥットガルト          | 6:4               | 1935年6月23日              | ケルン   | ミュンガースドルファー・シュタディオン |
| 1936     | 1.FCニュルンベルク   | フォルトゥナ・デュッセルドルフ | 2:1 延長          | 1936年6月21日              | ベルリン | ポストシュタディオン                   |
| 1937     | FCシャルケ04         | 1.FCニュルンベルク             | 2:0               | 1937年6月20日              | ベルリン | オリンピアシュタディオン・ベルリン     |
| 1938     | ハノーファー96       | FCシャルケ04                   | 3:3 延長 4:3 延長 | 1938年6月26日 1938年7月3日 | ベルリン | オリンピアシュタディオン               |
| 1939     | FCシャルケ04         | SKアドミラ・ヴィーン           | 9:0               | 1939年6月18日              | ベルリン | オリンピアシュタディオン               |
| 1940     | FCシャルケ04         | ドレスデナーSC                 | 1:0               | 1940年7月21日              | ベルリン | オリンピアシュタディオン               |
| 1941     | SKラピート・ヴィーン | FCシャルケ04                   | 4:3               | 1941年6月22日              | ベルリン | オリンピアシュタディオン               |
| 1942     | FCシャルケ04         | ファースト・ヴィエナFC1894     | 2:0               | 1942年7月5日               | ベルリン | オリンピアシュタディオン               |
| 1943     | ドレスデナーSC       | FVザールブリュッケン           | 3:0               | 1943年6月27日              | ベルリン | オリンピアシュタディオン               |
| 1944     | ドレスデナーSC       | LSVハンブルク                  | 4:0               | 1944年6月18日              | ベルリン | オリンピアシュタディオン               |
| 1945     | 中止                 | 中止                           | 中止              | 中止                       | 中止     | 中止                                   |

## 優勝クラブ
| ガウリーガ                              | 1933/34                      | 1934/35                                  | 1935/36                            | 1936/37                            | 1937/38                            | 1938/39                            | 1939/40                           | 1940/41                           | 1941/42                          | 1942/43                            | 1943/44                                                   | 1944/45                    |
| --------------------------------------- | ---------------------------- | ---------------------------------------- | ---------------------------------- | ---------------------------------- | ---------------------------------- | ---------------------------------- | --------------------------------- | --------------------------------- | -------------------------------- | ---------------------------------- | --------------------------------------------------------- | -------------------------- |
| オストプロイセン                        | プロイセン・ダンツィヒ       | ヨルク・ボイエン・インステルブルク       | SVヒンデンブルク・アレンシュタイン | SVヒンデンブルク・アレンシュタイン | ヨルク・ボイエン・インステルブルク | SVヒンデンブルク・アレンシュタイン | VfBケーニヒスベルク               | VfBケーニヒスベルク               | VfBケーニヒスベルク              | VfBケーニヒスベルク                | VfBケーニヒスベルク                                       | 途中打ち切り               |
| ポンメルン                              | ヴィクトリア・シュトルプ     | シュテッティナーSC                       | ヴィクトリア・シュトルプ           | ヴィクトリア・シュトルプ           | シュテッティナーSC                 | ヴィクトリア・シュトルプ           | VfLシュテッティン                 | LSVシュテッティン                 | LSVピュトニッツ                  | LSVピュトニッツ                    | HSVグロース・ボルン                                       | 途中打ち切り               |
| ベルリン=ブランデンブルク               | BFCヴィクトリア1889          | ヘルタBSC                                | ベルリナーSV1892                   | ベルリナーSV1892                   | ブラウ＝ヴァイス90ベルリン         | SCウニオン・オーバーシェーネバイデ | テニス・ボルシア・ベルリン        | ブラウ＝ヴァイス90ベルリン        | ベルリナーSV1892                 | ヘルタBSC                          | 途中打ち切り                                              |                            |
| シュレージエン                          | ボイテナーSuSV09             | フォアヴェルツRaSpoグライヴィッツ        | フォアヴェルツRaSpoグライヴィッツ  | ボイテナーSuSV09                   | フォアヴェルツRaSpoグライヴィッツ  | フォアヴェルツRaSpoグライヴィッツ  | フォアヴェルツRaSpoグライヴィッツ | フォアヴェルツRaSpoグライヴィッツ |                                  |                                    |                                                           |                            |
| ニーダーシュレージエン                  |                              |                                          |                                    |                                    |                                    |                                    |                                   |                                   | ブレスラウアーSpVgg02            | LSVライネッケ・ブリーク            | STCヒルシュベルク                                         | 途中打ち切り               |
| オーバーシュレージエン                  |                              |                                          |                                    |                                    |                                    |                                    |                                   |                                   | ゲルマニア・ケーニヒスヒュッテ   | ゲルマニア・ケーニヒスヒュッテ     | ゲルマニア・ケーニヒスヒュッテ                            | 途中打ち切り               |
| ザクセン                                | ドレスデナーSC               | PSVケムニッツ                            | PSVケムニッツ                      | BCハルタ                           | BCハルタ                           | ドレスデナーSC                     | ドレスデナーSC                    | ドレスデナーSC                    | プラニッツァーSC                 | ドレスデナーSC                     | ドレスデナーSC                                            | 途中打ち切り               |
| ミッテ                                  | FCヴァッカー・ハレ           | 1. SVイエナ                              | 1. SVイエナ                        | SVデッサウ05                       | SVデッサウ05                       | SVデッサウ05                       | 1. SVイエナ                       | 1. SVイエナ                       | SVデッサウ05                     | SVデッサウ05                       | SVデッサウ05                                              | 途中打ち切り               |
| ノルトマルク                            | アイムスビュッテラーTV       | アイムスビュッテラーTV                   | アイムスビュッテラーTV             | ハンブルガーSV                     | ハンブルガーSV                     | ハンブルガーSV                     | アイムスビュッテラーTV            | ハンブルガーSV                    | アイムスビュッテラーTV           |                                    |                                                           |                            |
| ハンブルク                              |                              |                                          |                                    |                                    |                                    |                                    |                                   |                                   |                                  | SCヴィクトリア・ハンブルク         | LSVハンブルク                                             | ハンブルガーSV             |
| メクレンブルク                          |                              |                                          |                                    |                                    |                                    |                                    |                                   |                                   |                                  | TSGロストック                      | LSVレリク                                                 | 途中打ち切り               |
| シュレースヴィヒ=ホルシュタイン         |                              |                                          |                                    |                                    |                                    |                                    |                                   |                                   |                                  | ホルシュタイン・キール             | ホルシュタイン・キール                                    | abgebrochen                |
| ニーダーザクセン                        | ヴェルダー・ブレーメン       | ハノーファー96                           | ヴェルダー・ブレーメン             | ヴェルダー・ブレーメン             | ハノーファー96                     | VfLオスナブリュック                | VfLオスナブリュック               | ハノーファー96                    | ヴェルダー・ブレーメン           |                                    |                                                           |                            |
| ヴェーザー=エムス                       |                              |                                          |                                    |                                    |                                    |                                    |                                   |                                   |                                  | SpVggヴィルヘルムスハーフェン      | SpVggヴィルヘルムスハーフェン                             | 途中打ち切り               |
| ズュートハノーファー=ブランシュヴァイク |                              |                                          |                                    |                                    |                                    |                                    |                                   |                                   |                                  | アイントラハト・ブランシュヴァイク | アイントラハト・ブランシュヴァイク                        | 途中打ち切り               |
| オストハノーファー                      |                              |                                          |                                    |                                    |                                    |                                    |                                   |                                   |                                  |                                    | WSVネーベルトルッペ・ツェレ                               | 途中打ち切り               |
| ヴェストファーレン                      | FCシャルケ04                 | FCシャルケ04                             | FCシャルケ04                       | FCシャルケ04                       | FCシャルケ04                       | FCシャルケ04                       | FCシャルケ04                      | FCシャルケ04                      | FCシャルケ04                     | FCシャルケ04                       | FCシャルケ04                                              | 途中打ち切り               |
| ニーダーライン                          | VfLベンラート                | VfLベンラート                            | フォルトゥナ・デュッセルドルフ     | フォルトゥナ・デュッセルドルフ     | フォルトゥナ・デュッセルドルフ     | フォルトゥナ・デュッセルドルフ     | フォルトゥナ・デュッセルドルフ    | TuSヘレネ・アルテンエッセン       | ハムボルン07                     | ヴェストエンデ・ハムボルン         | 戦時競技共同体 デュイスブルガーSpV/TuSデュイスブルク48/99 | 途中打ち切り               |
| ミッテルライン                          | ミュールハイマーSV06         | VfRケルン04rrh.                          | ケルナーCfR                        | VfRケルン04rrh.                    | SVボイエル06                       | SpVggシュルツ                      | ミュールハイマーSV06              | VfLケルン1899                     |                                  |                                    |                                                           |                            |
| ケルン=アーヘン                         |                              |                                          |                                    |                                    |                                    |                                    |                                   |                                   | VfLケルン1899                    | SVヴィクトリア・ケルン             | 戦時競技共同体 1. FSVケルン1899/SpVggシュルツ             | 途中打ち切り               |
| モーゼルラント                          |                              |                                          |                                    |                                    |                                    |                                    |                                   |                                   | FVシュタット・デューデリンゲン   | Tusノイエンドルフ                  | TuSノイエンドルフ                                         | 途中打ち切り               |
| ヘッセン                                | ボルシア・フルダ             | FCハナウ93                               | FCハナウ93                         | シュピールフェアアイン06カッセル   | FCハナウ93                         | CSC03カッセル                      | CSC03カッセル                     | ボルシア・フルダ                  |                                  |                                    |                                                           |                            |
| クーアヘッセン                          |                              |                                          |                                    |                                    |                                    |                                    |                                   |                                   | ライヒスバーンSGボルシア・フルダ | シュピールフェアアイン06カッセル   | ライヒスバーンSGボルシア・フルダ                          | 途中打ち切り               |
| ヘッセン=ナッサウ                       |                              |                                          |                                    |                                    |                                    |                                    |                                   |                                   | キッカーズ・オッフェンバッハ     | キッカーズ・オッフェンバッハ       | キッカーズ・オッフェンバッハ                              | 途中打ち切り               |
| ズュートヴェスト                        | キッカーズ・オッフェンバッハ | FCフェニックス・ルートヴィヒスハーフェン | ヴォルマティア・ヴォルムス         | ヴォルマティア・ヴォルムス         | アイントラハト・フランクフルト     | ヴォルマティア・ヴォルムス         | キッカーズ・オッフェンバッハ      | キッカーズ・オッフェンバッハ      |                                  |                                    |                                                           |                            |
| ヴェストマルク                          |                              |                                          |                                    |                                    |                                    |                                    |                                   |                                   | 1.FCカイザースラウテルン         | FVザールブリュッケン               | KSGザールブリュッケン                                     | 途中打ち切り               |
| バーデン                                | SVヴァルトホフ・マンハイム   | VfRマンハイム                            | SVヴァルトホフ・マンハイム         | SVヴァルトホフ・マンハイム         | VfRマンハイム                      | VfRマンハイム                      | SVヴァルトホフ・マンハイム        | VfLネッカーアウ                   | SVヴァルトホフ・マンハイム       | VfRマンハイム                      | VfRマンハイム                                             | SVヴァルトホフ・マンハイム |
| ヴュルテンベルク                        | ウニオン・ベッキンゲン       | VfBシュトゥットガルト                    | シュトゥットガルター・キッカーズ   | VfBシュトゥットガルト              | VfBシュトゥットガルト              | シュトゥットガルター・キッカーズ   | シュトゥットガルター・キッカーズ  | シュトゥットガルター・キッカーズ  | シュトゥットガルター・キッカーズ | VfBシュトゥットガルト              | ゲッピンガーSV                                            | 途中打ち切り               |
| バイエルン                              | 1.FCニュルンベルク           | SpVggフュルト                            | 1. FCニュルンベルク                | 1. FCニュルンベルク                | 1. FCニュルンベルク                | 1.FCシュヴァインフルト05           | 1. FCニュルンベルク               | TSV1860ミュンヘン                 | 1. FCシュヴァインフルト05        |                                    |                                                           |                            |
| ノルトバイエルン                        |                              |                                          |                                    |                                    |                                    |                                    |                                   |                                   |                                  | 1.FCニュルンベルク                 | 1. FCニュルンベルク                                       | 途中打ち切り               |
| ズュートバイエルン                      |                              |                                          |                                    |                                    |                                    |                                    |                                   |                                   |                                  | TSV1860ミュンヘン                  | FCバイエルン・ミュンヘン                                  | 途中打ち切り               |
| オストマルク                            |                              |                                          |                                    |                                    |                                    | SKアドミラ・ヴィーン               | SKラピート・ヴィーン              | SKラピート・ヴィーン              | ファースト・ヴィエナFC           | ファースト・ヴィエナFC             | ファースト・ヴィエナFC                                    | 途中打ち切り               |
| ズデーテンラント                        |                              |                                          |                                    |                                    |                                    | ヴァルンスドルファーFK             | NSTGグラスリッツ                  | NSTGプラーク                      | LSVオルミュッツ                  | MSVブリュン                        | NSTGブリュックス                                          | 途中打ち切り               |
| エルザス                                |                              |                                          |                                    |                                    |                                    |                                    |                                   | FCミュールハウゼン                | SGSSシュトラースブルク           | FCミュールハウゼン                 | FCミュールハオゼン                                        | 途中打ち切り               |
| ダンツィヒ=ヴェストプロイセン           |                              |                                          |                                    |                                    |                                    |                                    |                                   | プロイセン・ダンツィヒ            | HUSマリエンヴェルダー            | SGノイファーヴァッサー             | LSVダンツィヒ                                             | 途中打ち切り               |
| ヴァルテラント                          |                              |                                          |                                    |                                    |                                    |                                    |                                   | LSVポーゼン                       | SGOrPoリッツマンシュタット       | BSGDWMポーゼン                     | BSGSDWポーゼン                                            | 途中打ち切り               |
| ゲネラルガヴァメント                    |                              |                                          |                                    |                                    |                                    |                                    |                                   |                                   | LSVベールケ・クラカウ            | LSVアドラー・デブリン              | LSVメルダース・クラカウ                                   | 途中打ち切り               |
| ベーメン=メーレン                       |                              |                                          |                                    |                                    |                                    |                                    |                                   |                                   |                                  |                                    | MSVブリュン                                               | 途中打ち切り               |